# Bantayan (Batu Hampar)
Bantayan is een bestuurslaag in het regentschap Rokan Hilir van de provincie Riau, Indonesië. Bantayan telt 2136 inwoners (volkstelling 2010).